# Campeonato navarro del Cuatro y Medio 2010
La XII edición del Campeonato navarro del Cuatro y Medio, competición de pelota vasca en la variante de pelota mano profesional de primera categoría, se disputó en el año 2010. Fue organizada conjuntamente por Asegarce y ASPE, las dos principales empresas dentro del ámbito profesional de la pelota mano.

## Cuartos de final
| Fecha    | Frontón y localidad             | Rojo          | Azul       | Tanteo |
| -------- | ------------------------------- | ------------- | ---------- | ------ |
| 19/06/10 | Labrit, Pamplona                | Bengoetxea VI | Arretxe II | 22-08  |
| 24/06/10 | Astelena, Éibar                 | Barriola      | Retegi Bi  | 22-09  |
| 26/06/10 | Municipal de Cenicero, Cenicero | Olaizola I    | Patxi Ruiz | 11-22  |

## Semifinales
| Fecha    | Frontón y localidad | Rojo              | Azul          | Tanteo |
| -------- | ------------------- | ----------------- | ------------- | ------ |
| 03/07/10 | Beotibar, Tolosa    | Patxi Ruiz        | Bengoetxea VI | 09-22  |
| 02/07/10 | Lizarra, Estella    | Martínez de Irujo | Barriola      | 22-09  |

## Final
| Fecha    | Frontón y localidad | Rojo              | Azul          | Tanteo |
| -------- | ------------------- | ----------------- | ------------- | ------ |
| 07/07/10 | Labrit, Pamplona    | Martínez de Irujo | Bengoetxea VI | 22-08  |

- Datos: Q8261119